# Beatrice de Burgundia
Beatrice de Burgundia (n.c. 1144 – d. 15 noiembrie 1184, Dole) a fost contesă de Burgundia din 1148, regină consoartă din 1156 și din 1167 până la moarte împărăteasă a Sfântului Imperiu Roman, prin căsătoria cu Frederic I Barbarossa. Beatrice a fost bunica împăratului Frederic al II-lea.

## Biografie
Beatrice a fost singura fiică a contelui Rainald al III-lea de Burgundia (c. 1093 – 1148) și a soției sale,  Agata de Lorena (1115 – 1147), fiica ducelui Simon I al Lorenei (c. 1076 – 1139). 

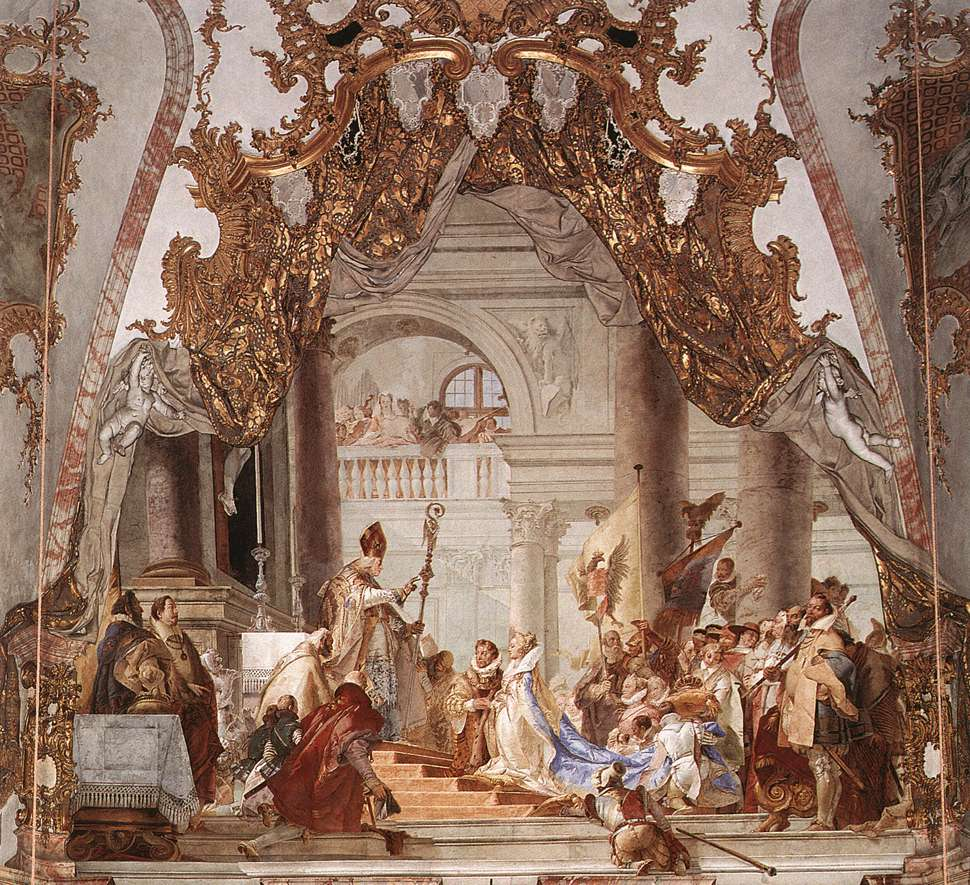
Căsătoria Beatricei de Burgundia cu Frederic I Barbarossa (Giovanni Battista Tiepolo, 1751)

Pe 17 iunie 1156, pe când era încă foarte tânără (nu se cunoaște vârsta exactă, dar sigur nu avea mai mult de 16 ani), Agnes s-a căsătorit în Würzburg cu împăratul Frederic I Barbarossa, care era cu aproximativ 20 de ani mai vârstnic decât ea, după ce în urmă cu 3 ani acesta se despărțise de Adela de Vohburg.
Pe 9 octombrie 1156 arhiepiscopul de Trier, Hillin de Fallmagne, a încoronat-o regină. Comitatul liber Burgundia adus în căsătorie de Beatrice a întărit puterea regelui Barbarossa în Regatul Burgundiei, unde influența regilor romano-germani nu era foarte pronunțată. Pe de o parte, acest lucru a crescut influența lui Barbarossa în Italia, care se afla sub controlul său militar, iar pe de altă parte, veniturile din această parte a imperiului au sporit oportunitățile regelui de a recruta mercenari pentru acțiunile sale militare. Mai mult decât atât, prestigiul familiei Beatricei a sporit prestigiul lui Barbarossa.
După o campanie lungă și sângeroasă în Italia în 1167, Barbarossa a asediat orașul Roma pentru ca papa Alexandru al III-lea să o încoroneze împărăteasă pe soția sa Beatrice. Cu toate acestea, din cauza brutalității anterioare a lui Barbarossa, acesta a refuzat să acorde Beatricei demnitatea imperială. În plus, încă din 1159 Barbarossa îl sprijinise pe antipapa Pascal al III-lea care îl însoțise în această campanie în Italia. Beatrice a fost încoronată împărăteasă de Pascal al III-lea pe 1 august 1167, după ce Bazilica Sf. Petru a fost cucerită.
În august 1178 Beatrice a fost încoronată regină a Burgundiei în Vienne. Educată și inteligentă, ea este descrisă în sursele contemporane ca o adevărată frumusețe și ca soție fericită și iubitoare, relația ei cu împăratul Barbarossa depășind cu mult obișnuita interacțiune respectuoasă și politicoasă dintre soți la acea vreme. Beatrice și-a petrecut ultimii ani ai vieții aproape exclusiv în Burgundia natală pe care a cârmuit-o complet independent. Ea a menținut propria curte și cancelarie, străduindu-se să asigure drepturile viitorului conte de Burgundia.
După moartea ei în 1184 a fost înmormântată în Domul din Speyer. După reînhumarea care a avut loc la începutul secolului al XX-lea, rămășițele Beatricei se află într-un mormânt comun lângă cele ale fiicei sale, Agnes, în noua criptă regală a catedralei.

## Descendenți
Beatrice și împăratul Frederic I Barbarossa au avut 12 copii:
- Rainald (n.c. 1159/1161 – d. înainte de 1164), înmormântat în Abația Lorch;
- Beatrice (n.c. 1162/1163 – d. cel târziu la începutul anului 1174), înmormântată în Abația Lorch;
- Frederic (n. 1164 – d.c. 1170), din 1167 duce al Suabiei sub numele Frederic al V-lea, înmormântat în Abația Lorch;
- Henric (n. 1165 – d. 1197), rege și împărat romano-german, rege al Siciliei, înmormântat în Catedrala din Palermo, căsătorit în 1186 cu Constanța de Sicilia (1154 – 1198), fiica lui Roger al II-lea, regele Siciliei;
- Conrad (n.c. 1167 – d. 1191), din 1170 duce al Suabiei sub numele Frederic al VI-lea, înmormântat în Acra;
- o fiică, probabil Gisela (n.c. 1168 – d. 1184), logodită în 1184 cu contele Richard de Poitou, viitorul rege al Angliei Richard Inimă de Leu; a murit înainte ca nunta să aibă loc;[7]
- Otto (n.c. 1168/1171 – d. 1200), conte palatin de Burgundia sub numele Otto I, înmormântat în Biserica Sf. Ștefan din Besançon, căsătorit în 1189/1190 cu Margareta de Blois (d. 1230);
- Conrad (n.c. 1172 – d. 15 august 1196), din 1189 duce de Rothenburg, din 1191 duce al Suabiei sub numele Conrad al II-lea, înmormântat în Abația Lorch;
- Sofia (n.c. 1173/1175 – d. 1187/1188) căsătorită cu Wilhelm al III-lea de Montferrat, fiul lui Bonifaciu I, regele Salonicului (d. 1207);
- Wilhelm (n.c. 1176), înmormântat în Abația Lorch;
- Filip (n. 1177 – d. 1208), duce al Suabiei și rege romano-german, căsătorit în 1197 cu prințesa Irina Angelina a Bizanțului, înmormântat în Catedrala Bamberg, iar din decembrie 1213 în Domul din Speyer;
- Agnes (n.c. 1169/1174 – d. 8 octombrie 1184), logodită cu Imre al Ungariei (devenit ulterior rege); a fost înmormântată în Catedrala din Speyer și din 1902 se află într-un mormânt dublu, lângă cu mama ei.